# 近藤公美
近藤 公美（こんどう ひとみ、9月6日 - ）は、エフエム徳島のアナウンサー。徳島県板野郡出身。血液型はO型。関西大学社会学部卒業。

## 経歴
関西大学在学中はKBC関西大学放送研究会に所属し、第26回NHK全国大学放送コンテストのDJ部門で準優勝しアナウンス部門で3位に入賞する。大学卒業後、2011年までエフエム京都（KYOTO AIR LOUNGE）でリポーターを務めた。

## 出演番組
- T-Joint 月曜、火曜　2018年3月5日の放送内で、「結婚していた事」と「妊娠」を同時に公表し、3月いっぱいで産休に入る。同年6月20日、女児を出産した事を公式twitterで公表。
- ride ON!#25
- TOKUSHIMA MORNING LIVE Compass 2019年4月1日-　月曜、火曜　産休から復帰。
- Station × Station